# Rodon
Rodon, nella mitologia illirica era il dio del mare, si può considerarlo l'equivalente di Poseidone (Grecia), Nettuns (Etruschi) e Nettuno (romani).
Nell'Albania di oggi si trova, vicino a Durazzo, il Capo Rodoni (Kepi i Rodonit), così nominato per onorare il Dio del mare, dei terremoti e dei cavalli.